# Uharte Arakil
Uharte Arakil és un municipi de Navarra, a la comarca de Sakana, dins la merindad de Pamplona. Se situa a la vall del riu Arakil als peus de San Miguel de Aralar.

## Fills il·lustres
- Felipe Gorriti y Osambela (1839-1896) compositor i organista.

## Demografia
| Evolució demogràfica                                     | Evolució demogràfica | Evolució demogràfica | Evolució demogràfica | Evolució demogràfica | Evolució demogràfica | Evolució demogràfica | Evolució demogràfica | Evolució demogràfica | Evolució demogràfica | Evolució demogràfica |
| 1996                                                     | 1998                 | 1999                 | 2000                 | 2001                 | 2002                 | 2003                 | 2004                 | 2005                 | 2006                 | 2007                 |
| -------------------------------------------------------- | -------------------- | -------------------- | -------------------- | -------------------- | -------------------- | -------------------- | -------------------- | -------------------- | -------------------- | -------------------- |
| 794                                                      | 751                  | 769                  | 770                  | 801                  | 792                  | 787                  | 776                  | 799                  | 775                  | 774                  |
| Fonts: Uharte-Arakil i Institut d'Estadística de Navarra |                      |                      |                      |                      |                      |                      |                      |                      |                      |                      |